# 荻皮卡·帕都恭
荻皮卡·帕都恭（印地語：दीपिका पादुकोण，卡納達語：ದೀಪಿಕಾ ಪಡುಕೋಣೆ ，英語：Deepika Padukone，1986年1月5日—）是一個在丹麥出世的寶萊塢女演員和模特兒。

## 早年生活
荻皮卡在1986年出生於丹麥哥本哈根一個孔卡尼语家庭。她的父親是羽毛球世界冠軍普拉卡什·帕都恭、母亲Ujjala是一名旅遊經紀人、妹妹Anisha則是一位高爾夫球運動員。一歲時，她跟隨父母返國定居於卡納塔克邦芒伽羅市。
她畢業于班加羅爾的蘇菲雅女子中學（Sophia's High School），在中學曾經參加校羽毛球隊訓練。后入班加羅爾的卡梅爾山學院（Mount Carmel College）進行本科學習。

## 模特事業
在蘇菲雅女子中學時，一邊在父親創辦的俱樂部打羽毛球，一邊為香皂公司作公告模特，後來又從牙膏公司等接了很多廣告。作為模特參加印度年度珠寶大展，直到國際化妝品名牌媚必臨（Maybelline）請她作封面女郎。
2006年，在第五屆[Kingfisher時裝展覽中被評為年度最佳模特兒、和最佳泳裝模特，同年獲得印度「Idea Zee F Awards」時裝模特獎。

## 電影事業
她于2006年出道，演的電影為《Aishwarya》，獲得好評，嶄露頭角。2007年她在花拉·罕導演的新片《珊蒂別傳》扮演一個傳聞中的七十年代演員：珊蒂·普麗婭（Shantipriya），而男影星沙魯克·罕則在這部影片中扮演爱慕着珊蒂·普麗婭的小演员。

## 個人生活

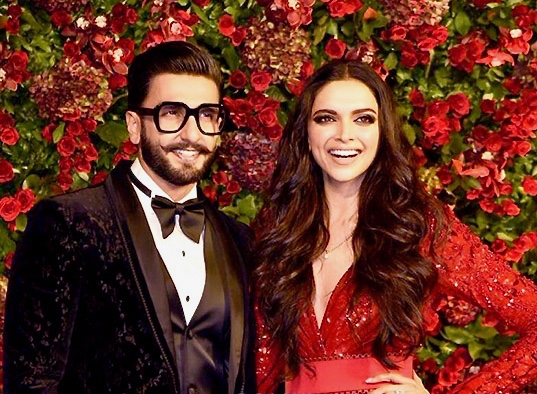
帕都恭和蘭威爾·辛格在他们的婚礼招待会上（2018年）

2008年，荻皮卡在拍攝電影《Bachna Ae Haseeno》其間，開始和對手演員蘭比爾·卡浦爾交往。兩人的感情受到印度大量媒體的關注並被猜測他們而經訂婚，但兩人在一年後分手。媒體多次報道兩人分手是因為卡浦爾的不忠。
在拍摄电影《Goliyon Ki Raasleela Ram-Leela》期间，媒体多次猜測她和男主角蘭威爾·辛格的戀人關係，但是兩人一直沒有公開承認。直至2018年10月，雙方才公佈訂婚的消息。同年11月14日，荻皮卡和蘭威爾在意大利科莫湖先舉行孔卡尼傳統婚禮並在15日举行信德族婚禮。2024年9月8日，帕都恭在孟买诞下一女，取名为杜娅·帕都恭·辛格（Dua Padukone Singh）。

## 品牌代言人
- Kingfisher Airlines [7]
- 媚必臨（Maybelline）
- Moods－安全套